# Ischyronota desertorum
Ischyronota desertorum — жук подсемейства щитовок из семейства листоедов.

## Распространение
Встречается на южной Украине, в Средней Азии, севером Иране, Пакистане, Китае (Синьцзян-Уйгурский автономный район), Монголии, Сирии и Турции.

## Экология и местообитания
Кормовые растения — маревые (Chenopodiaceae): солерос травянистый (Salicornia herbacea), сведа стелющаяся (Suaeda prostrata), Salsola laricina, солянка содоносная (Salsola soda) и солянка сорная(Salsola tragus).